# 近藤雅子
近藤雅子（1941年3月27日—）是一名日本前排球运动员。她在1964年夏季奥林匹克运动会中，参加了女子排球比赛并获得金牌。她也参加了1962年亚洲运动会。